# Gary James

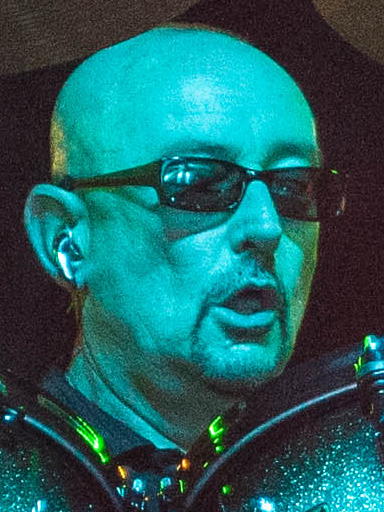
Gary James in 2014

Gary 'Harry' James (Engeland, 14 december 1960) is de drummer van de hardrockband Thunder. Hiervoor was hij onder andere actief in de jarentachtiggroep Terraplane. De populariteit die James geniet onder Thunderfans heeft hij onder meer te danken aan zijn immer goede humeur en zijn 'powerhouse'-drumprestaties.
Hij drumt ook bij de melodische-rockband Magnum en bij de Londense bluesrockgroep Bad Influence.